# 森幸男
森 幸男（もり ゆきお、1933年6月16日 - ）は、日本の厚生・環境官僚。元環境事務次官。

## 職歴
- 1956年 - 富山大学経済学部卒業、厚生省入省。同期に下村健（元社会保険庁長官）。
- 1974年 - 薬務局経済課長
- 1977年 - 医務局総務課長
- 1980年 - 大臣官房人事課長
- 1982年 - 内閣官房総務課長兼内閣参事官
- 1986年 - 薬務局長
- 1987年 - 環境庁企画調整局長
- 1988年 - 環境事務次官
- 1990年 - 社会福祉・医療事業団副理事長
- 1994年 - 宮内庁東宮大夫
- 1996年 - 宮内庁次長
- 2001年 - 財団法人麻薬・覚せい剤乱用防止センター理事
- 2003年 - 財団法人麻薬・覚せい剤乱用防止センター理事長

## 関連リンク
- 築島尚「厚生省におけるキャリア官僚の人事制度」『岡山大学法学会雑誌』第61巻第2号、岡山大学法学会、2011年12月、358-304頁、ISSN 0386-3050、NAID 40019189136。 p.32 に経歴